# Lagash
Lagash (sumerisk: Lagaški; "lagerhus"; akkadisk: Nakamtu; moderne Tell al-Hiba, provinsen Dhi Qar i Irak) ligger NV for sammenløbet for floderne Eufrat og Tigris og øst for Uruk, omkring 22 km øst for Ash Shatrah. Lagash var en af de ældste byer i oldtidens Mellemøsten. Den gamle lokalitet Surghul/Nina ligger ca. 10 km derfra. Bystaten Lagash omfatter også byen Girsu, ca. 25 km NV for Al-Hiba, som var det religiøse center. Tempelet i Lagash var E-Ninnu, viet til guden Ninurta.
Ruinerne af Lagash blev undersøgt 1877–1900, og arkæologiske udgravninger har blandt andet afdækket et tempel for guden Ninurta og et for gudinden Inanna. Lagash var en betydningsfuld bystat og var sæde for flere tidlige kongedynastier. Efter det akkadiske imperium var gået til grunde, oplevede byen en storhedstid, hvor kong Gudea var en fremstående skikkelse.

## Historie
Fra inskriptioner, som er fundet ved Girsu (som Girsu-cylinderne), synes det som om Lagash var en betydningsfuld by i Sumer i slutningen af 2.000-tallet f.Kr. Den var på denne tid styret af uafhængige konger Ur-Nanshe (2.300-tallet f.Kr.) og hans efterfølgere, og som var engagerede i en strid med elamitterne i øst og kongerne af "Kienĝir" og Kish i nord. En del af de tidligere værker fra før den akkadiske erobring er også af stor interesse, i særdeleshed Eannatums Gribbestele og Entemenas store sølvvase dekoreret med Ninurtas hellige dyr Anzu: en ørn med løvehoved og med vingene udstrakt griber om en løve i hver klo. Med den akkadiske erobringen af Lagash mistede byen sin uafhængighed. Dens hersker, eller ensi, blev en vasal af Sargon af Akkad og hans efterfølgere, men Lagash fortsatte med at være by med stor betydning og frem for alt et center med kunstnerisk udvikling.
Efter at Sargons rige faldt sammen, fik Lagash igen en blomstringsperiode under sine uafhængige konger (ensis), Ur-Bau og Gudea, og drev omfattende handel med fjerne riger. Ifølge hans egen optegnelse bragte Gudea cedertræ fra Amanus-bjergene i Anatolien og Libanon-bjergene i Syrien, mineralet diorit fra østlige Arabien, kobber og guld fra det centrale og sydlige Arabien, mens hans hærstyrker var optaget af krig med Elam i øst. Hans styre var en periode med særlig kunstnerisk aktivitet. Vi har en rimelig god forestilling om, hvordan Gudea så ud, eftersom han placerede talrige statuer af sig selv i en naturtro realisme i templerne. Hele 27 statuer af Gudea er hidtil blevet fundet. I Gudeas tid lå hovedstaden for Lagash i Girsu. Kongedømmet dækkede et område, som omtrentlig udgjorde 1.600 km². Det bestod af 17 større byer, otte distriktshovedstæder og talrige landsbyer, hvoraf omkring 40 er kendt ved navn. Efter en beregning var Lagash den største by i verden fra ca. 2.075 til 2.030 f.Kr.
Kort tid efter at Gudeas styre var ovre, blev Lagash absorberet i Ur III-staten som en af dets vigtigste provinser. Det er en del oplysninger om området i løbet af den gammelbabylonske periode. Efter dette synes det som om, at byen havde mistet sin betydning; i det mindste vides intet mere om den før opførelsen af en fæstning under Seleukideriget, da synes den at være blevet en del af det hellenistiske kongedømme Charakene.

## Konflikt med Umma
Ca. 2.450 f.Kr. blev Lagash og nabobyen Umma kastet ud i en grænsestrid. Som beskrevet på Vultures-stelen blev kongen af Lagash, Eannatum, inspireret af guden for hans by, Ningirsu, til med sin hær at drage i krig mod den nærliggende by. De første detaljer om slaget er uklare, men stelen giver et par vage detaljer om begivenheden. Ifølge stelen valgte Eannatum, da de to parter mødtes på slagmarken, at stige ned fra sin vogn og ledede sine mænd til fods. Efter at have sænket deres spyd rykkede Lagash hær frem mod hæren fra Umma i en tæt falanks. Efter en kort sammenstød vandt Eannatum og hans hær sejr over hæren fra Umma. Ramt i øjet af en pil levede kongen af Lagash længe nok til at nyde sin hærs sejr. Denne kamp er en af de tidligste organiserede kampe kendt af forskere og historikere.

## Dynastierne i Lagash
Disse dynastier er ikke fundet på den sumerisk kongeliste, men et yderst fragmentarisk supplement fundet på sumerisk, kendt som herskerne af Lagash. Det fortæller, hvorledes - efter oversvømmelsen - menneskeheden havde svært ved at dyrke mad til sig selv og udelukkende var afhængig af regnvand; yderligere omtales teknikker til vanding og dyrkning af byg, som derefter blev bibragt dem af guderne. I slutningen af listen er udsagnet "Skrevet i skolen", hvilket tyder på, at det var en skriftskoles produkt. Nogle af navnene på Lagash' herskere kan bestemmes, herunder ur-Nanshe, "Ane-tum," A-entar-Zid, Ur-Ningirsu, Ur-Bau, og Gudea.

### Første dynasti i Lagash
| Regent                         | Formodet regeringstid    | Noter |
| ------------------------------ | ------------------------ | --- |
| Enhengal                       |                          | |
| Lugal-sha-engur (Lugal-Suggur) |                          | ypperstepræst eller ensi                                                                                          |
| Ur-Nanshe (Ur-nina)            | ca. 2.500 f.Kr.          | konge |
| Akurgal                        |                          | |
| Eannatum                       | ca. 25. århundrede f.Kr. | sønnesøn af Ur-Nanshe, konge, tog Sumer fra Enshagkushana af Uruk og modstod hære fra Kish, Elam og Mari          |
| En-anna-tum I                  | ca. 25. århundrede f.Kr. | broder til Eanatum, ypperstepræst, Ur-Luma og Illi af Umma, så vel som Kug-Bau af Kish vandt uafhængighed af ham. |
| Entemena                       | ca. 25. århundrede f.Kr. | søn af Enanatum I, konge, samtidig med Lugal-ure (eller Lugalkinishedudu) af Uruk og slog Illi af Umma            |
| Enanatum II                    |                          | |
| Enentarzid                     |                          | |
| Lugalanda                      |                          | |
| Urukagina                      | ca. 2.300 f.Kr.          | konge, slået af Lugalzagesi af Uruk, udstedte en proklamation om sociale reformer.                                |

### Andet dynasti i Lagash
| Regent               | Formodet regeringstid (kort kronologi) | Formodet regeringstid (mellem kronologi) | Noter                               |
| -------------------- | -------------------------------------- | ---------------------------------------- | ----------------------------------- |
| Lugalushumgal        |                                        |                                          |                                     |
| Puzer-Mama           |                                        |                                          |                                     |
| Ur-Utu               |                                        |                                          |                                     |
| Ur-Mama              |                                        |                                          |                                     |
| Lu-Baba              |                                        |                                          |                                     |
| Lugula               |                                        |                                          |                                     |
| Kaku or Kakug        |                                        |                                          |                                     |
| Ur-Bau eller Ur-baba | 2.093 f.Kr. – 2.080 f.Kr.              | 2.157 f.Kr. – 2.144 f.Kr.                |                                     |
| Gudea                | 2.080 f.Kr. – 2.060 f.Kr.              | 2.144 f.Kr. – 2.124 f.Kr.                | Svigersøn til Ur-baba               |
| Ur-Ningirsu          | 2.060 f.Kr. – 2.055 f.Kr.              | 2.124 f.Kr. – 2.119 f.Kr.                | Søn af Gudea                        |
| Pirigme eller Ugme   | 2.055 f.Kr. – 2.053 f.Kr.              | 2.119 f.Kr. – 2.117 f.Kr.                | Sønnesøn af Gudea                   |
| Ur-gar               | 2.053 f.Kr. – 2.049 f.Kr.              | 2.117 f.Kr. – 2.113 f.Kr.                |                                     |
| Nammahani            | 2.049 f.Kr. – 2.046 f.Kr.              | 2.113 f.Kr. – 2.110 f.Kr.                | Sønnesøn af Kaku, slået af Ur-Namma |

## Arkæologi
Lagash er et af de største arkæologiske steder i regionen, måler omkring 3 x 1.5 km. Skøn over dens område spænder fra 400 til 600 hektar. Pladsen er opdelt af bredden af en kanal/flod, som løber diagonalt gennem højen. Stedet blev først udgravet, i seks uger, af Robert Koldewey i 1887. [9] Det blev inspiceret i løbet af en undersøgelse af området ved Thorkild Jacobsen og Fuad Safar i 1953, som fandt det første bevis på en identifikation som Lagash. Den største statsdannelse i regionen al-Hiba og Tello var tidligere blevet identificeret som ŠIR.BUR.LA (Shirpurla). Tell Al-Hiba blev igen undersøgt i fem sæsoner med udgravninger mellem 1968 og 1976 af et hold fra Metropolitan Museum of Art og Institut for fine Arts i New York University. Holdet blev ledet af Vaughn E. Crawford, og omfattede Donald P. Hansen og Robert D. Biggs. Det primære fokus var udgravningen af templet Ibgal for Inanna og templet Bagara for Ningirsu, samt et tilknyttet administrative område.
Holdet vendte tilbage 12 år senere, i 1990, for en sidste sæson med udgravninger ledet af D. P. Hansen. Arbejdet involverede primært områder der støder op til et hidtil uudgravet tempel. Resultaterne fra denne udgravningssæson er tilsyneladende endnu ikke offentliggjort.